# جورج ادوین راینز
جورج ادوین رانز (به انگلیسی: George Edwin Rines) (۲۸ دسامبر ۱۸۶۰، میتلند، شهرستان هانتز، نوا اسکوشیا - ۳۰ نوامبر ۱۹۵۱، شهر نیویورک ) یک ویراستار بریتانیایی متولد آمریکای شمالی بود که در ایالات متحده بزرگ شد و کار کرد.
او در ۱۱ سالگی به ایالات متحده آمد و تحصیلات ابتدایی خود را در مدارس عمومی بروکلین، نیویورک دریافت کرد. چند سال پس از فارغ‌التحصیلی از دبیرستان، در زندگی تجاری مشغول بود، اما در سال ۱۸۸۷ دوباره تحصیلات خود را در دانشگاه کولگیت در همیلتون، نیویورک از سر گرفت. در سال ۱۸۹۰، وارد دوره کامل عبری و یونانی الهیات شد و در سال ۱۸۹۳ از مدرسه الهیات همیلتون فارغ‌التحصیل شد.
او به مدت دو سال کشیش در بینگهامتون، نیویورک بود و پس از آن دعوتی برای کشیشی در کلیسای باپتیست اول ریج‌وود، نیوجرسی پذیرفت، جایی که به مدت سه سال در آنجا ماند. او در سال ۱۸۹۹ از وزارت خداحافظی کرد تا خود را به کارهای ادبی اختصاص دهد و در طول سال‌ها به طور مرتب در نشریات دینی و دیگر نشریات مقاله می‌نوشت. در سال ۱۹۰۳، به عنوان سردبیر اجرایی دانشنامه آمریکانا منصوب شد و مقالات زیادی به این دانشنامه افزود. پس از آن، رینز به عنوان سردبیر اجرایی دانشنامه ویرایشگران متحد مشغول به کار شد و در سال‌های ۱۹۱۰-۱۹۱۱ سردبیر کل کتابخانه بنیاد برای جوانان بود. از سال ۱۹۱۳ تا ۱۹۱۵، رینز سردبیر اجرایی کلاسیک‌های آلمانی بود و پس از سال ۱۹۱۶ سردبیر کل ویرایش دوم دانشنامه آمریکانا شد.